# Wahnesia annulipes
Wahnesia annulipes – gatunek ważki z rodziny Argiolestidae.
Owad ten jest endemitem Papui-Nowej Gwinei; stwierdzono go na dwóch wyspach w prowincji Milne Bay: Goodenough i Sariba.